# Мартынычев, Фёдор Иванович
Фёдор Иванович Мартынычев (1928 — 2019) — слесарь-ремонтник производственного объединения «Кировский завод». Герой Социалистического Труда (1983).

## Биография
Родился 19 ноября 1928 года в деревне Белоусово, ныне Сокольского района Нижегородской области, в крестьянской семье. Русский. В 1936 году с родителями переехал в поселок Вахтан (ныне Шахунский район Нижегородской области). Здесь в 1943 году окончил семь классов Вахтанской средней школы, ремесленное училище № 29.
Трудовую деятельность начал в 1945 году слесарем-ремонтником канифольно-скипидарного завода «Вахтан». В 1950—1953 годах проходил срочную службу в рядах Советской Армии. После демобилизации вернулся домой, работал на том же заводе слесарем по ремонту и монтажу технологического оборудования.
В 1964 году с семьей переехал в город Тихвин Ленинградского района, на строительство завода литья и металлоконструкций Минстанкопрома, объявленного Всесоюзной комсомольской ударной стройкой. Возводил ремонтно-механический цех, затем стал работать в нём слесарем-ремонтником. С этим предприятием, на базе которого в 1973 году был создан один из индустриальных гигантов Северо-Запада — Тихвинские производства объединения «Кировский завод» (ныне — ЗАО ТСЗ «Титран — Экспресс»), была связана вся дальнейшая трудовая биография Ф. И. Мартынычева.
Многие годы он возглавлял бригаду, которой руководство цеха поручало наиболее сложные и ответственные задачи. Это, прежде всего, проведение сложных видов ремонта технологического оборудования в сталефасоннолитейном (СФЛЦ) и других цехах. Часто ремонтникам приходилось самостоятельно изготавливать новое оборудование.
После создания на базе литейного завода подразделения производственного объединения «Кировский завод», его целевым назначением стало обеспечение узлами и деталями главного тракторосборочного конвейера в Ленинграде, выпускающего трактора К-700 «Кировец». К весне 1983 года из цехов завода вышел 250-тысячный трактор «Кировец», большая заслуга в этой победе была бригады Мартынычева.
Ф. И. Мартынычев проработал на заводе более четверти века. Для молодого поколения был наставником и учителем, передавал свой богатый опыт учащимся профессионально-технического училища № 207. В 1988 году вышел на заслуженный отдых.
Избирался депутатом Тихвинского городского Совета депутатов трудящихся. Проживал в городе Тихвин.
Похороны пройдут 6 января на Тихвинском городском кладбище в Ленинградской области .

## Награды
Указом Президиума Верховного Совета СССР от 16 мая 1983 года за большие производственные успехи и в связи с выпуском 250-тысячного трактора «Кировец» Мартынычеву Фёдору Ивановичу присвоено почетное звание Героя Социалистического Труда с вручением ордена Ленина и золотой медали «Серп и Молот».
Награждён двумя орденами Ленина (1975, 1984), орденом Трудового Красного Знамени (1971), медалями.